# Bitwa pod Siemiatyczami
Bitwa Siemiatycka – największa bitwa powstania styczniowego, stoczona 6 i 7 lutego 1863 roku między rosyjskimi oddziałami gen. Maniukina, a polskimi oddziałami powstańców płk. Walentego Lewandowskiego, Romana Rogińskiego i płk. Władysława Cichorskiego-Zameczka.

## Przed powstaniem
Już od 1860 roku miały miejsce w Siemiatyczach demonstracje patriotyczne, aczkolwiek miały one dość spokojny charakter. Nawet ukaz uwłaszczeniowy z 1861 roku nie wywołał większych zamieszek, choć stało się tak w innych miejscowościach. Demonstracje były inspirowane przez okolicznych ziemian i przyjezdnych z Warszawy. Po sumie w kościele śpiewano Boże, coś Polskę, a młodzież w miasteczku chodziła w konfederatkach. Uprzykrzano życie urzędnikom carskim oraz miejscowemu duchownemu prawosławnemu. W roku 1862 z Siemiatycz wycofał się rosyjski garnizon, co pozwoliło konspiratorom działać swobodniej. Ówczesny właściciel miasteczka Karol Fanshawe wyjechał za granicę na leczenie, pozostawiając dobra siemiatyckie w rękach ich dzierżawcy - Dąbrowskiego. Pałac księżnej Anny Jabłonowskiej stał się magazynem broni, mundurów i żywności. 
Tak jak w całej Białostoczyźnie, tak i w Siemiatyczach powstanie nie rozpoczęło się 22 stycznia 1863 roku, jednak w ciągu kilku następnych dni w miasteczku zaczęli gromadzić się ochotnicy.

## Bitwa

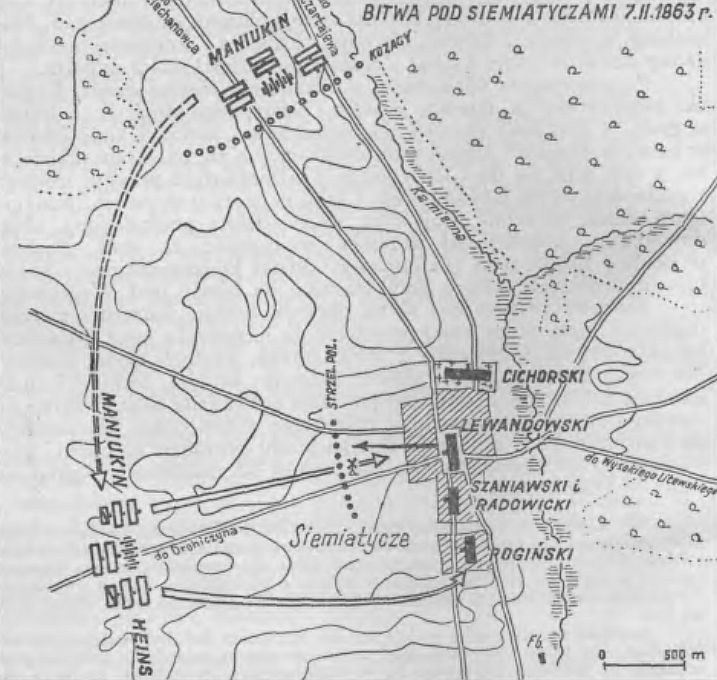
bitwa

W pierwszych dniach lutego w Siemiatyczach doszło do połączenia partii Zameczka, idącej od strony Łomży, z partią Rogińskiego, podążającą od Białej. Dowództwo objął − jako naczelnik wojskowy Podlasia − Walenty Lewandowski. Powstańców było około 4000, atakujących Rosjan 2500.
Kontratak kosynierów zakończył się z dużymi stratami. Spalono całe miasto, zostały ok. 4 budynki. Powstańcom nie udało się, wobec przewagi ogniowej przeciwnika, utrzymać wcześniej opanowanego miasteczka. Ponadto brakowało współdziałania polskich dowódców. Powstańcy − przy mało skutecznym pościgu wojsk rosyjskich − wrócili do Królestwa lub do Puszczy Białowieskiej; Rogiński ze swymi ludźmi uszedł na Białoruś.